# صخور خداعة
الصخور الخداعة (بالإنجليزية: Leaverite) هو مصطلح عامي يُستخدم من قِبل الجيولوجيين وعلماء المعادن وعلماء الآثار وهواة جمع الصخور للإشارة إلى عينة في حقل ما تبدو مثيرة للاهتمام ولكنها في الواقع ليست كذلك. وبشكل عام، يتم ترك هذه الصخور حيث وجدت، طالما ليس هناك أي سبب لمحاولة إزالتها.
وهناك أنواع عديدة من الصخور الخداعة:
1. السمات التي من صنع الإنسان
2. الأشياء غير الصخرية
3. الحفريات وأشباه الحفريات

ومصطلح "leaverite" مشتق من عبارة "leave it right there" (دعه في مكانه كما هو).